# Oilton (Oklahoma)
Oilton est une ville du comté de Creek, dans l'État d'Oklahoma, aux États-Unis,. En 2010, elle compte une population de 1 013 habitants.

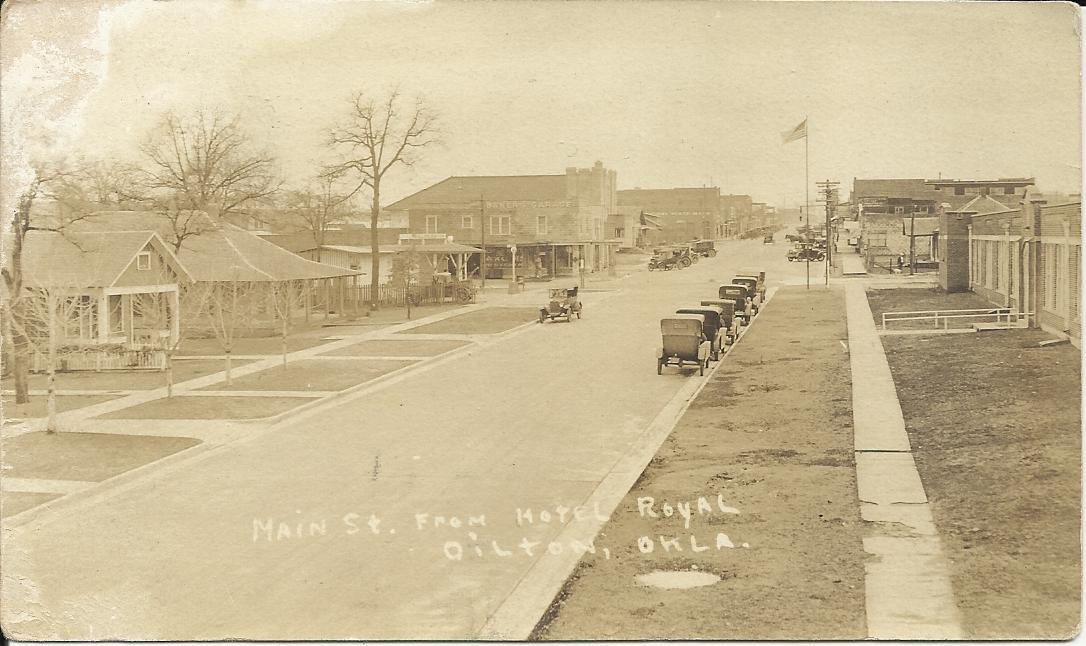
Oilton, Oklahoma

## Démographie
Lors du recensement de 2010, la ville comptait une population de 1 013 habitants, tandis qu'en 2019, elle est estimée à 1 014 habitants.